# Robert Sánchez
Robert Lynch Sánchez (sinh ngày 18 tháng 11 năm 1997) là một cầu thủ bóng đá chuyên nghiệp người Tây Ban Nha hiện đang thi đấu ở vị trí thủ môn cho câu lạc bộ Premier League Chelsea và đội tuyển bóng đá quốc gia Tây Ban Nha.

## Sự nghiệp câu lạc bộ

### Sự nghiệp ban đầu
Sánchez thi đấu cho đội địa phương cùng với Escuela de Fútbol de Santa Ana (Trường bóng đá Santa Ana), Cartagena FC và Ciudad Jardín trước khi gia nhập Levante vào năm 2010.

### Brighton & Hove Albion F.C.
Sánchez chuyển đến Anh để gia nhập Brighton & Hove Albion ở tuổi 15 trước khi ký hợp đồng chuyên nghiệp đầu tiên vào tháng 6 năm 2015. Anh đã gia hạn hợp đồng mới có thời hạn 3 năm với câu lạc bộ vào tháng 4 năm 2018.

#### Cho mượn tại Forest Green Rovers và Rochdale
Vào tháng 6 năm 2018, Sánchez gia nhập Forest Green Rovers dưới dạng cho mượn trong mùa giải 2018–19. Anh chơi trong trận ra mắt sân khách gặp Grimsby và giúp Rovers đem về chiến thắng 4–1. Sánchez quay trở lại Brighton vào tháng 1 năm 2019 khi Mathew Ryan được triệu tập lên đội tuyển quốc gia Úc để tham dự Asian Cup.
Vào ngày 24 tháng 7 năm 2019, Sánchez gia nhập Rochdale dưới dạng cho mượn trong mùa giải 2019–20. Anh ra mắt câu lạc bộ trong chiến thắng 3–2 trên sân khách trước Tranmere Rovers.

#### Quay trở lại Brighton & Hove Albion F.C.
Vào ngày 1 tháng 11 năm 2020, Sánchez chơi trận ra mắt cho Brighton sau khi quay trở lại câu lạc bộ này sau những lần cho mượn tại Forest Green Rovers và Rochdale trong trận thua 2–1 trước Tottenham Hotspur ở Premier League. Vào ngày 23 tháng 2 năm 2021, Sánchez ký hợp đồng mới có thời hạn 4 năm rưỡi có thời hạn đến tháng 6 năm 2025 với Brighton.
Sánchez bị đuổi khỏi sân trong trận hòa 1–1 trên sân nhà gặp Newcastle United vào ngày 6 tháng 11 năm 2021 vì phạm lỗi với Callum Wilson. Trong trận chiến thắng 4–0 trước Manchester United vào ngày 7 tháng 5 năm 2022, anh đã giữ sạch lưới để giúp Brighton giành được chiến thắng kỷ lục ở Premier League. Bên cạnh đó, Sánchez cũng đóng vai trò quan trọng trong bàn thắng của Pascal Groß với đường chuyền tầm xa của mình.

### Chelsea
Vào ngày 5 tháng 8 năm 2023, Sánchez chuyển đến Chelsea với một hợp đồng có thời hạn 7 năm và trị giá 20 triệu bảng kèm 5 triệu bảng phụ phí. Vào ngày 8 tháng 8, Chelsea xác nhận rằng anh mặc chiếc áo số 31 còn trống cho mùa giải 2023–24. Vào ngày 13 tháng 8, anh ra mắt câu lạc bộ trong trận hòa 1–1 trước Liverpool ở Premier League. Sau khi Kepa Arrizabalaga chuyển đến Real Madrid, vào ngày 17 tháng 8, Sánchez quyết định chuyển số áo của mình sang số 1.

## Sự nghiệp quốc tế
Sánchez lần đầu tiên được gọi vào đội tuyển quốc gia Tây Ban Nha vào tháng 3 năm 2021 cho các trận đấu vòng loại FIFA World Cup 2022 gặp Hy Lạp, Gruzia và Kosovo.
Anh được chọn vào đội tuyển quốc gia Tây Ban Nha để tham dự UEFA Euro 2020 bị trì hoãn vào tháng 5 năm 2021. Sánchez và David de Gea vẫn là lựa chọn phụ ở vị trí thủ môn sau Unai Simón. Anh không ra sân một lần nào trong giải đấu này và chứng kiến Tây Ban Nha bị loại trên chấm luân lưu trước Ý trong trận bán kết tại Sân vận động Wembley vào ngày 6 tháng 7 năm 2021.
Anh ra mắt cho đội tuyển quốc gia vào ngày 5 tháng 9 năm 2021 khi thay thế Simón trong hiệp hai của trận thắng 4–0 ở vòng loại World Cup trước Gruzia ở Badajoz.
Sánchez là thành viên của đội tuyển quốc gia Tây Ban Nha tham dự vòng chung kết UEFA Nations League 2021 vào tháng 10 với tư cách là cầu thủ dự bị. Anh không góp mặt trong trận chiến thắng trước Ý tại vòng bán kết và trận chung kết gặp Pháp, trong đó Tây Ban Nha kết thúc ở vị trí á quân sau khi bị Pháp đánh bại với tỷ số 2–1.
Vào ngày 11 tháng 11 năm 2022, Sánchez có tên trong danh sách 26 cầu thủ của Tây Ban Nha tham dự FIFA World Cup 2022 ở Qatar.

## Phong cách chơi bóng
Sánchez có phong cách chơi bóng tương tự như các thần tượng của anh là hai thủ môn người đồng huơng Tây Ban Nha Iker Casillas và David de Gea.

## Đời tư
Sánchez sinh ra ở Cartagena, Tây Ban Nha vào ngày 18 tháng 11 năm 1997, có cha là người Anh gốc Jamaica và mẹ là người Tây Ban Nha.

## Thống kê sự nghiệp

### Câu lạc bộ
Tính đến 13 tháng 7 năm 2025
| Câu lạc bộ                 | Mùa giải            | Giải vô địch        | Giải vô địch | Giải vô địch | Cúp quốc gia | Cúp quốc gia | Cúp Liên đoàn | Cúp Liên đoàn | Châu Âu | Châu Âu | Khác | Khác | Tổng cộng | Tổng cộng |
| Câu lạc bộ                 | Mùa giải            | Hạng đấu            | Trận         | Bàn          | Trận         | Bàn          | Trận          | Bàn           | Trận    | Bàn     | Trận | Bàn  | Trận      | Bàn       |
| -------------------------- | ------------------- | ------------------- | ------------ | ------------ | ------------ | ------------ | ------------- | ------------- | ------- | ------- | ---- | ---- | --------- | --------- |
| Brighton & Hove Albion U21 | 2016–17             | —                   | —            | —            | —            | —            | —             | —             | —       | —       | 3    | 0    | 3         | 0         |
| Brighton & Hove Albion U21 | 2017–18             | —                   | —            | —            | —            | —            | —             | —             | —       | —       | 2    | 0    | 2         | 0         |
| Brighton & Hove Albion U21 | Tổng cộng           | Tổng cộng           | —            | —            | —            | —            | —             | —             | —       | —       | 5    | 0    | 5         | 0         |
| Brighton & Hove Albion     | 2018–19             | Premier League      | 0            | 0            | 0            | 0            | —             | —             | —       | —       | —    | —    | 0         | 0         |
| Brighton & Hove Albion     | 2019–20             | Premier League      | 0            | 0            | —            | —            | —             | —             | —       | —       | —    | —    | 0         | 0         |
| Brighton & Hove Albion     | 2020–21             | Premier League      | 27           | 0            | 0            | 0            | 0             | 0             | —       | —       | —    | —    | 27        | 0         |
| Brighton & Hove Albion     | 2021–22             | Premier League      | 37           | 0            | 1            | 0            | 0             | 0             | —       | —       | —    | —    | 38        | 0         |
| Brighton & Hove Albion     | 2022–23             | Premier League      | 23           | 0            | 2            | 0            | 0             | 0             | —       | —       | —    | —    | 25        | 0         |
| Brighton & Hove Albion     | Tổng cộng           | Tổng cộng           | 87           | 0            | 3            | 0            | 0             | 0             | 0       | 0       | 0    | 0    | 90        | 0         |
| Forest Green Rovers (mượn) | 2018–19             | League Two          | 17           | 0            | 0            | 0            | 0             | 0             | 0       | 0       | 0    | 0    | 17        | 0         |
| Rochdale (mượn)            | 2019–20             | League One          | 26           | 0            | 6            | 0            | 3             | 0             | 0       | 0       | 0    | 0    | 35        | 0         |
| Chelsea                    | 2023–24             | Premier League      | 16           | 0            | 2            | 0            | 3             | 0             | —       | —       | —    | —    | 21        | 0         |
| Chelsea                    | 2024–25             | Premier League      | 32           | 0            | 1            | 0            | 0             | 0             | 1       | 0       | 6    | 0    | 40        | 0         |
| Chelsea                    | Tổng cộng           | Tổng cộng           | 48           | 0            | 3            | 0            | 3             | 0             | 1       | 0       | 6    | 0    | 61        | 0         |
| Tổng cộng sự nghiệp        | Tổng cộng sự nghiệp | Tổng cộng sự nghiệp | 178          | 0            | 12           | 0            | 6             | 0             | 1       | 0       | 11   | 0    | 208       | 0         |

1. ↑  Bao gồm FA Cup
2. ↑  Bao gồm EFL Cup
3. 1 2  Ra sân tại EFL Trophy
4. ↑  Số lần ra sân tại UEFA Conference League
5. ↑  Số lần ra sân tại FIFA Club World Cup

### Quốc tế
Tính đến 18 tháng 11 năm 2024
| Đội tuyển quốc gia | Năm       | Trận | Bàn |
| ------------------ | --------- | ---- | --- |
| Tây Ban Nha        | 2021      | 1    | 0   |
| Tây Ban Nha        | 2022      | 1    | 0   |
| Tây Ban Nha        | 2024      | 1    | 0   |
| Tổng cộng          | Tổng cộng | 3    | 0   |

## Danh hiệu

### Câu lạc bộ
Chelsea
- UEFA Conference League: 2024–25[31]
- FIFA Club World Cup: 2025[32]
- EFL Cup á quân: 2023–24[33]

### Đội tuyển quốc gia
- Á quân UEFA Nations League: 2020–21[24]

### Cá nhân
- Pha cứu thua xuất sắc nhất tháng của Premier League: Tháng 9 năm 2023[34]